# Bukit Nanas
Bukit Nanas (Colline des Ananas en Malais) est une colline située au centre de Kuala Lumpur en Malaisie au pied de la tour de télévision Menara Kuala Lumpur entre Jalan Ampang et Jalan Raja Chulan. 

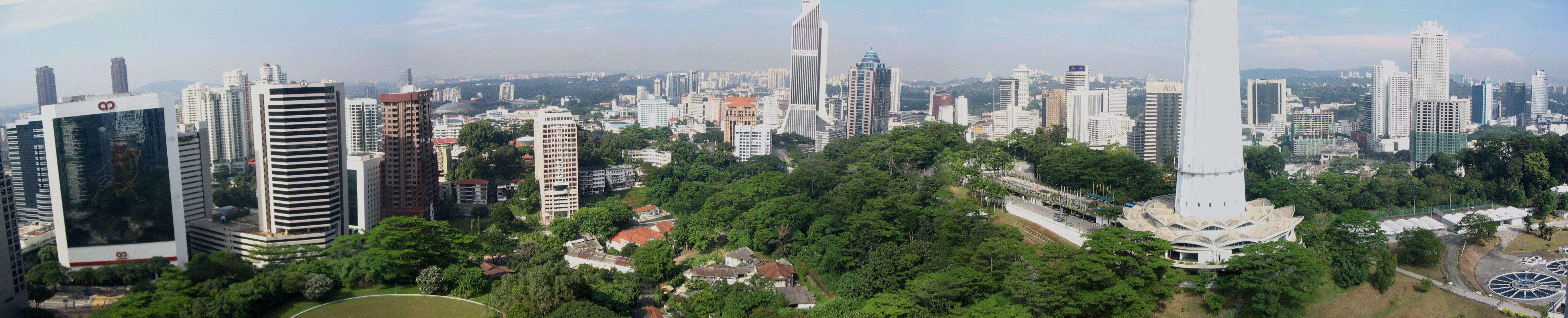
Bukit Nanas au pied de la tour Menara Kuala Lumpur.

## Réserve Forestière de Bukit Nanas

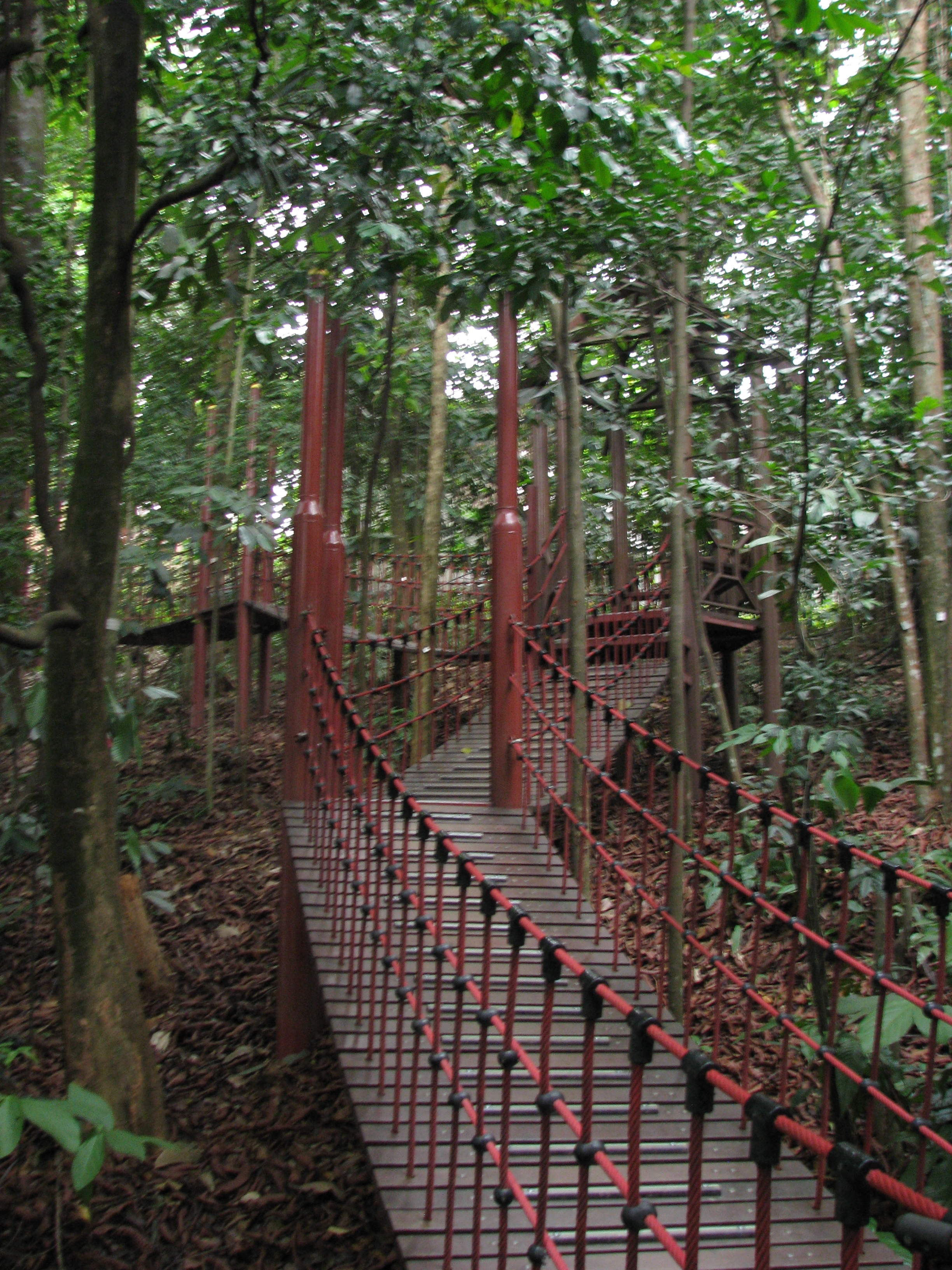
Sentier pédestre dans la mini-jungle de Bukit Nanas

Le site comporte la réserve forestière (Bukit Nanas Forest Reserve en anglais, ou Hutan Simpan Bukit Nanas en malaisien), la seule forêt urbaine tropicale de la capitale.  
Pour que le public puisse se promener et que la nature soit protégée, des sentiers y ont été aménagés. 
Cette réserve a une superficie de 9 hectares. Créée en 1906, elle faisait à l'origine 17 hectares, mais elle a été réduite lors de la construction de la tour Menara Kuala Lumpur (1991-1996) et de la station d'épuration d'eau potable.

### Végétation
Cette réserve est caractéristique des forêts tropicales de plaine à dipterocarpacées. 
Parmi ces dipterocarpacées, on compte des Shoreas, appelés en Malaisie Mérantis, dont Shorea leprosula, Shorea bracteolata, Shorea ovalis ... et des espèces en danger critique d'extinction comme Dipterocarpus baudii, Hopea beccariana et Dryobalanops aromatica.
On y voit aussi des très grands arbres bombacacées (famille des baobabs, fromagers et durians) Coelostegia griffithi, Kostermansia malayana et Neesia malayana ; des lauracées Actinodaphne malaccensis, Eusideroxylon zwageri et Litsea grandis ; des euphorbiacées Baccaurea brevipes et Macaranga gigantea ; des fabacées Callerya atropurpurea et Cynometra malaccensis ; des sterculiacées Scaphium longiflorum et Scaphium macropodum ; et aussi des palmiers arecacées Caryota mitis et biens d'autres arbres dont des apocynacées Alstonia angustiloba et Dyera costulata, des combretacées Terminalia subspathulata, des cornacées Alangium ebenaceum, des ixonanthacées Ixonanthes icosandra, des meliacées Toona sureni, des olacacées Scorodocarpus borneensis, des sapotacées Palaquium maingayi, des simaroubacées Tongkat Ali Eurycoma longifolia etc.

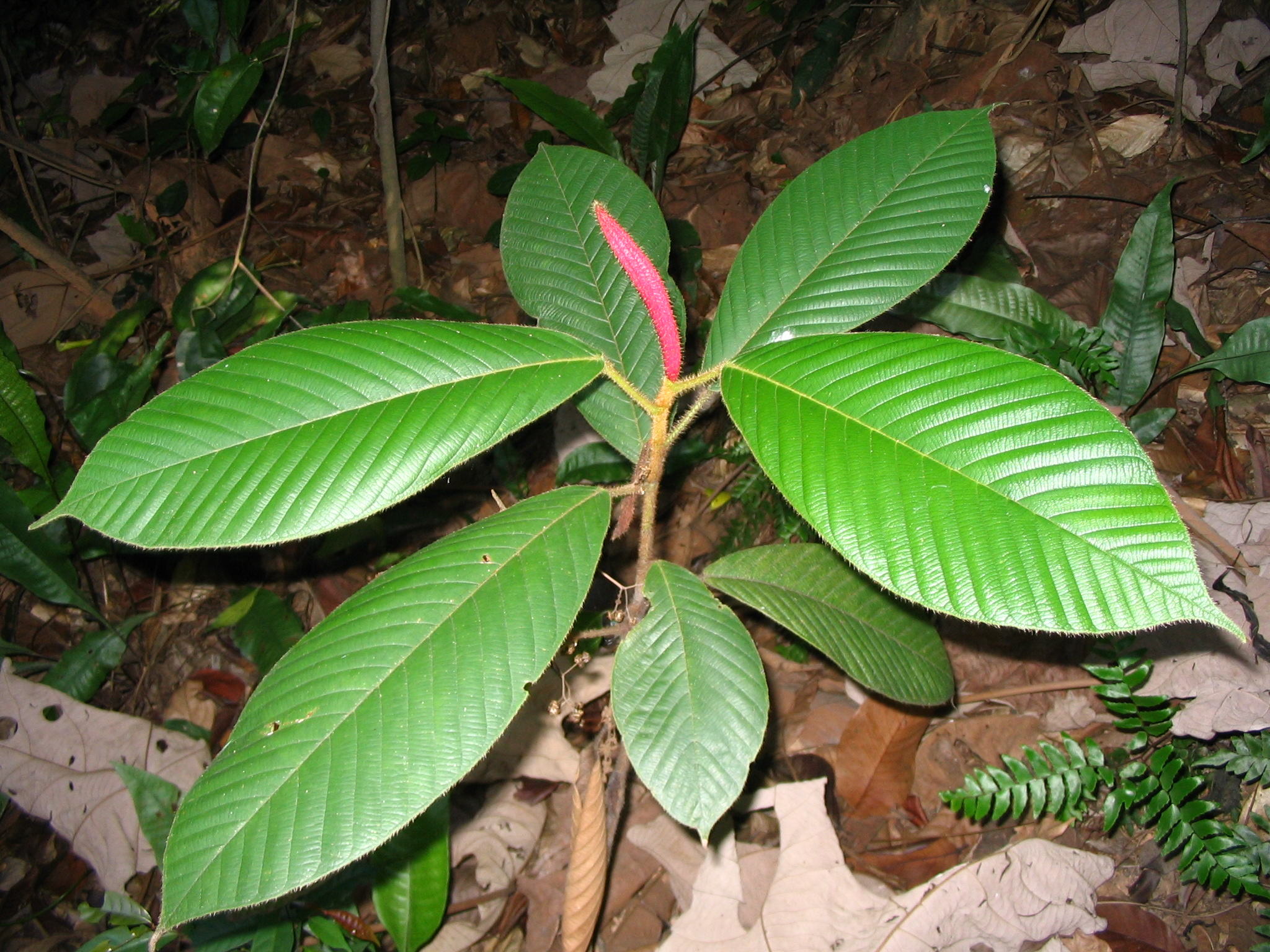
Dipterocarpus baudii
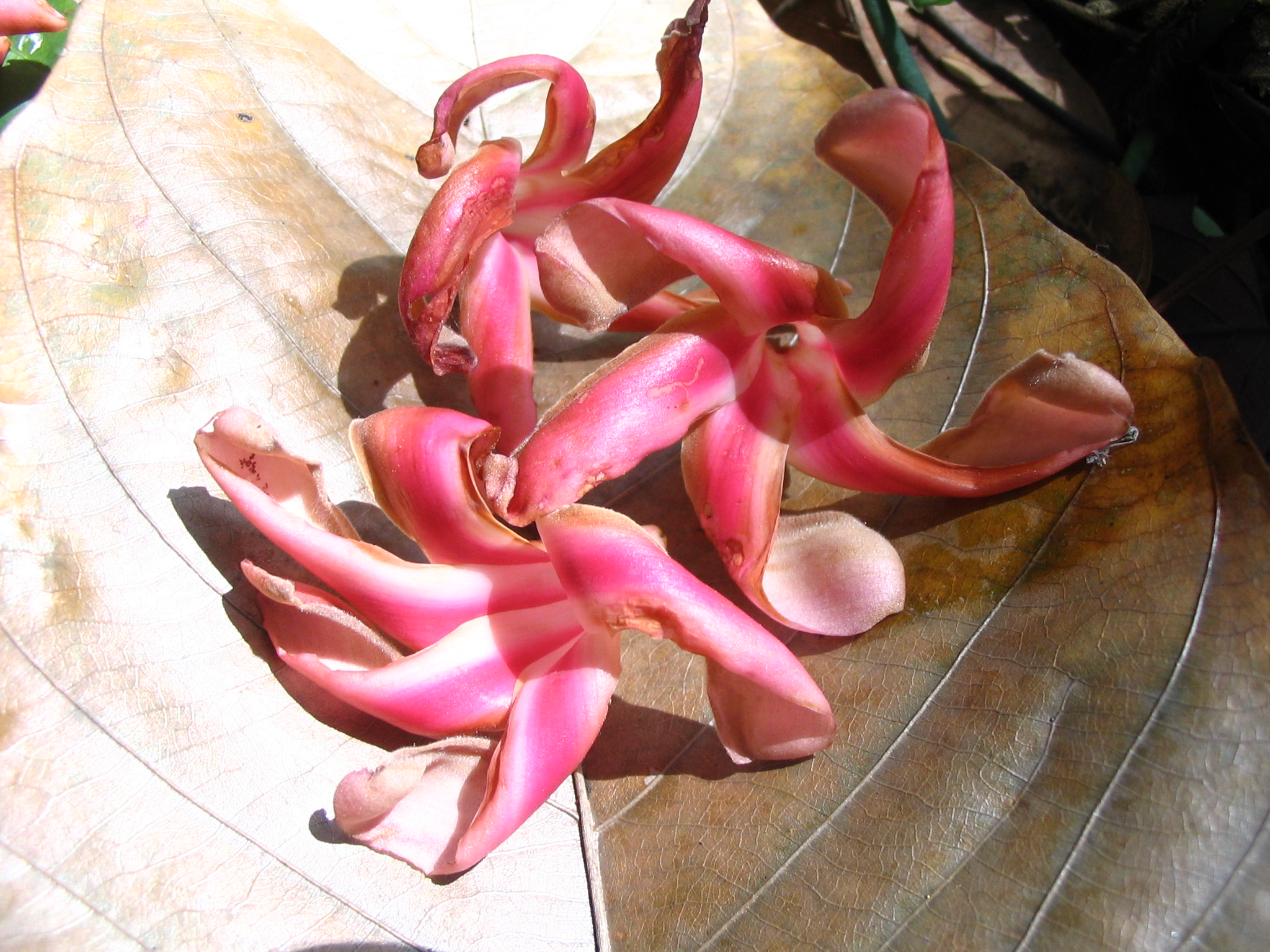
Fleurs de Dipterocarpus baudii
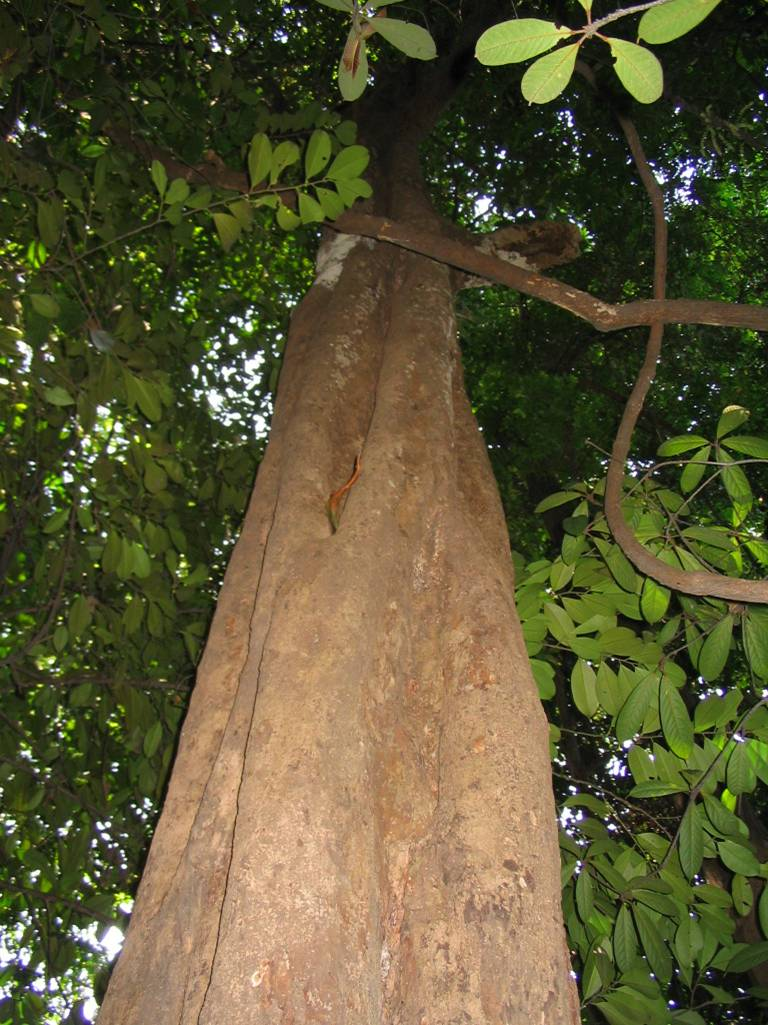
Terminalia subspathula
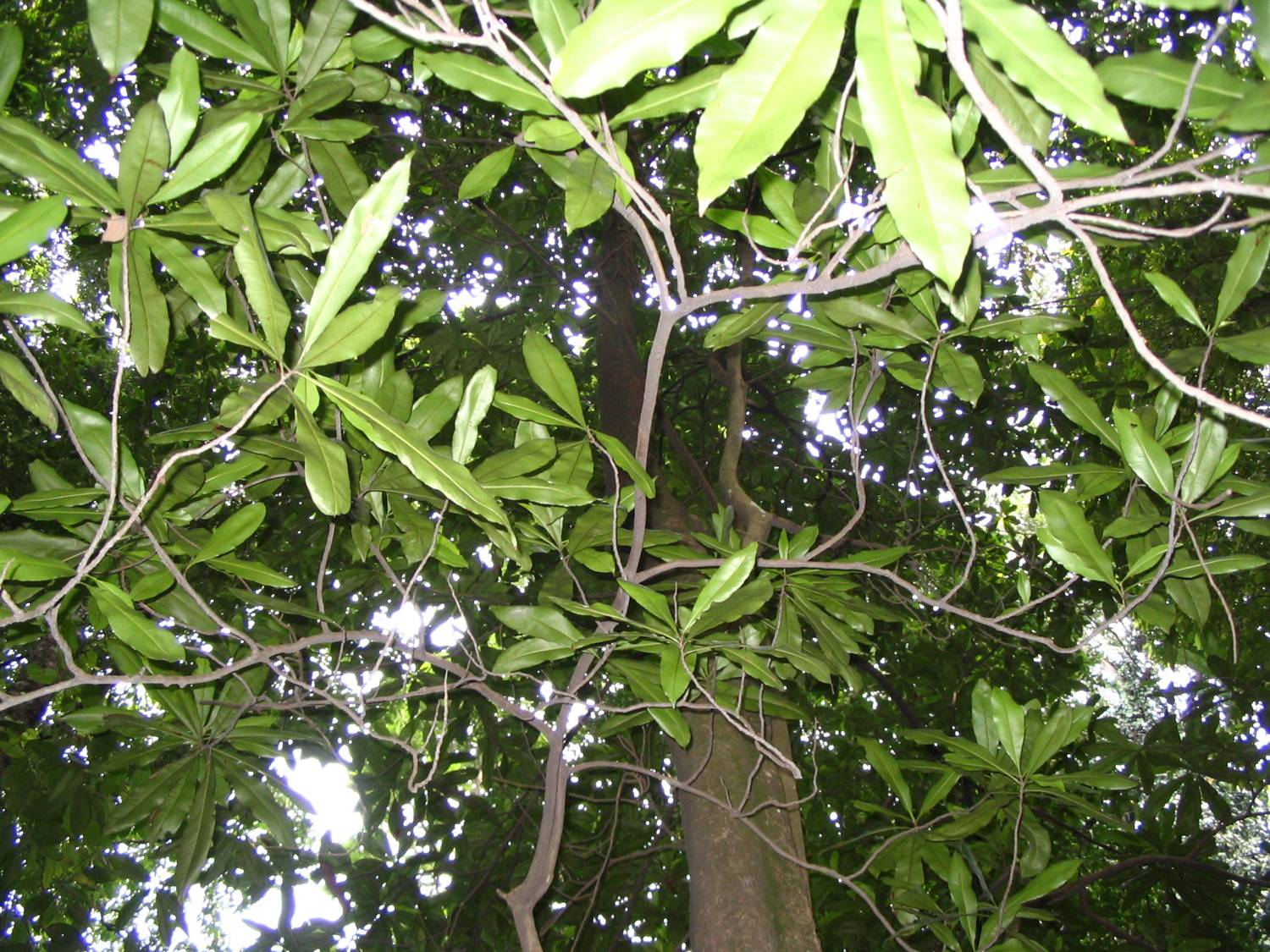
Ixonanthes icosandra,
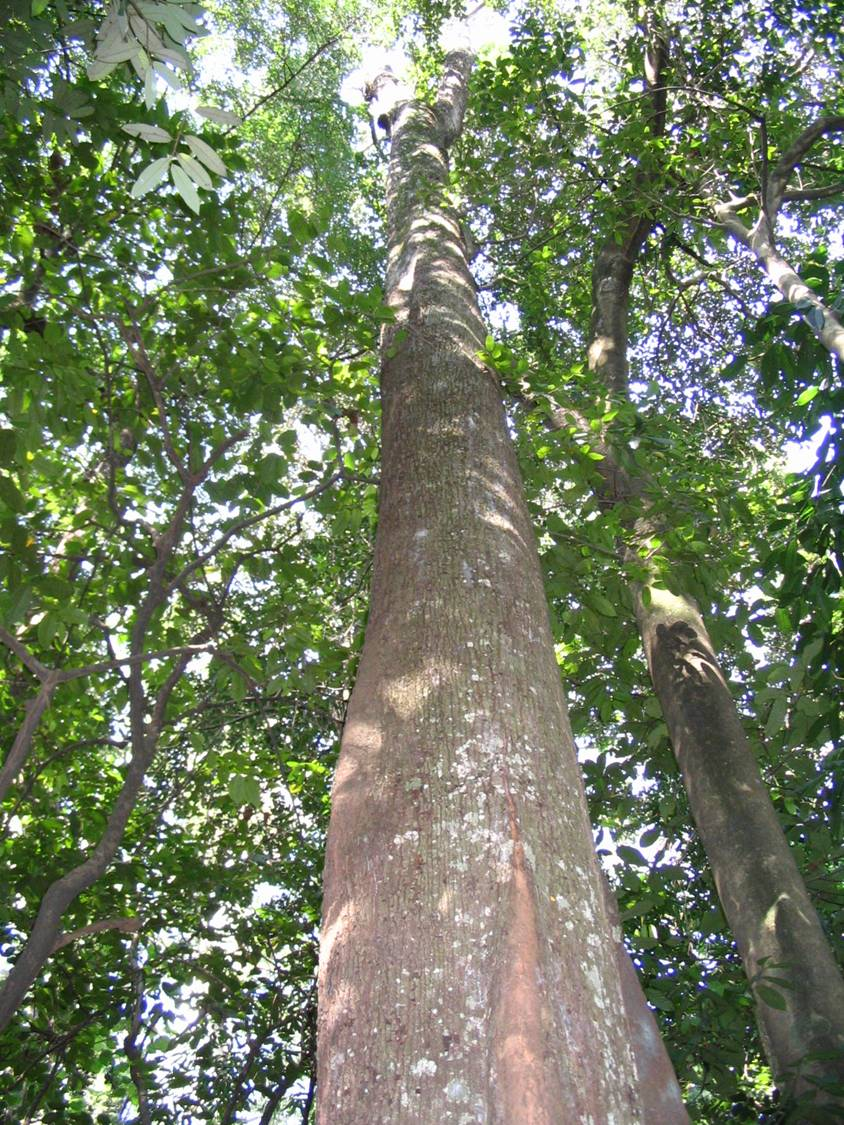
Kostermansia malayana,
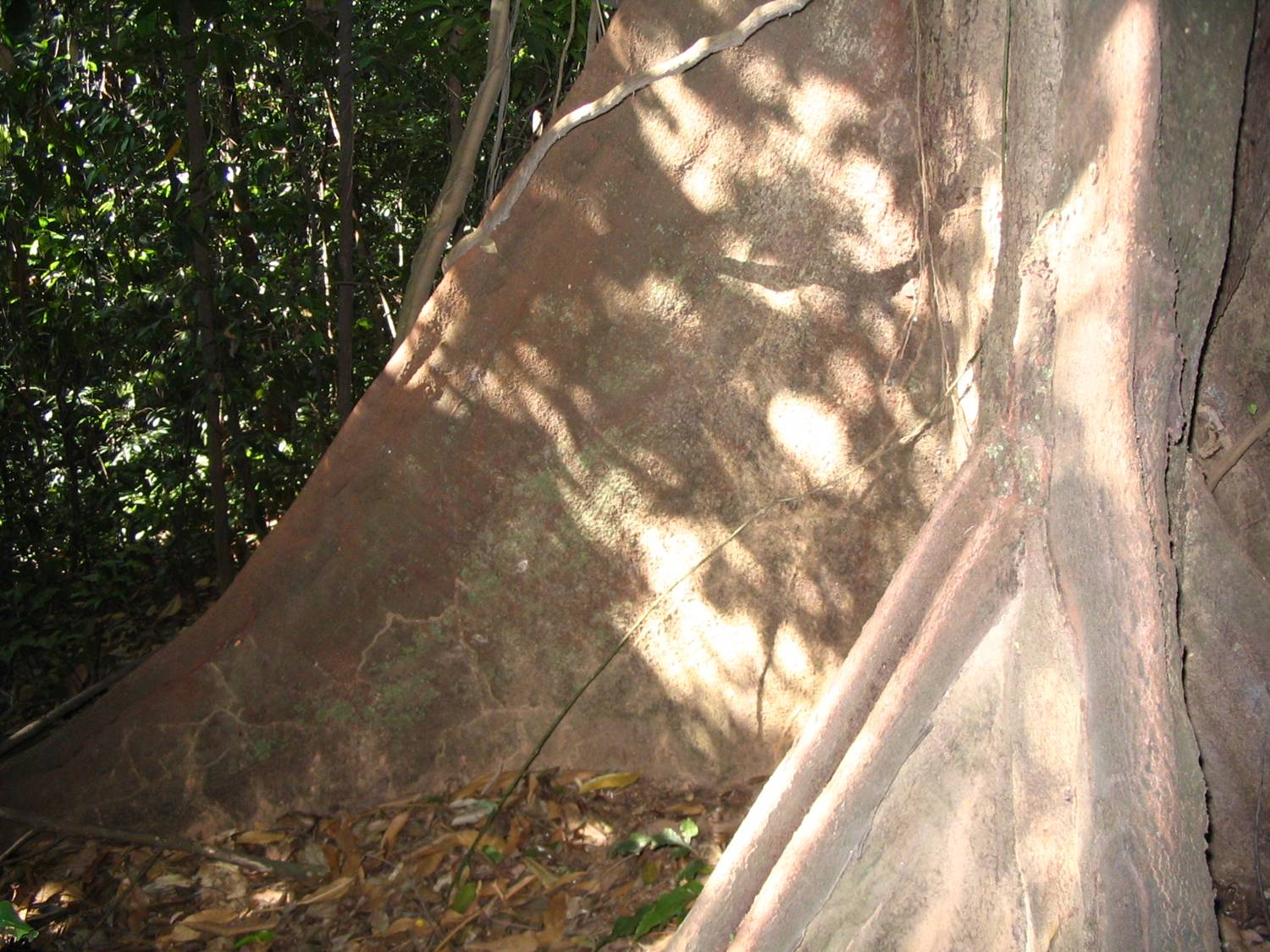
Coelostegia griffithi,
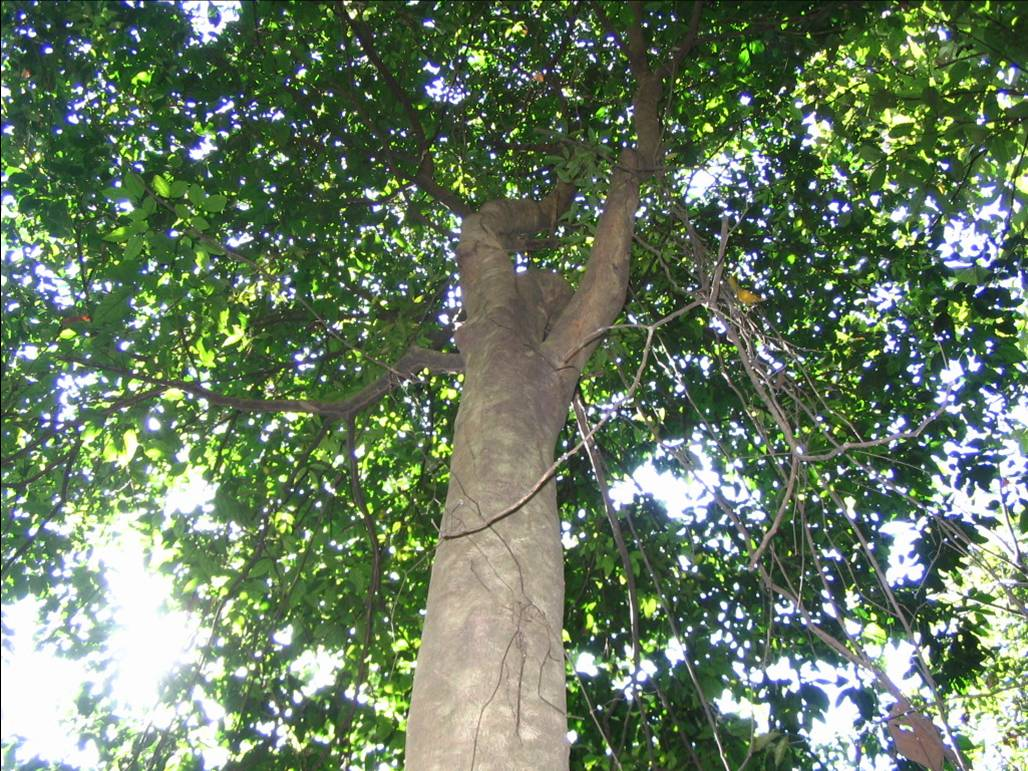
Scorodocarpus bornensis
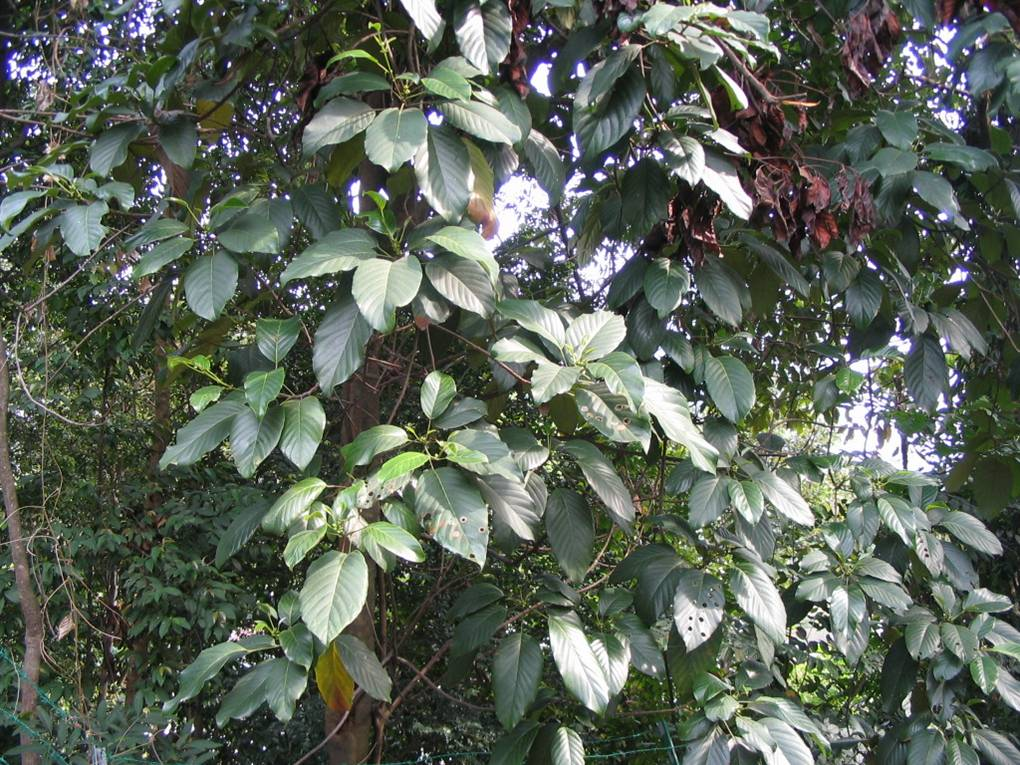
Baccaurea brevipes
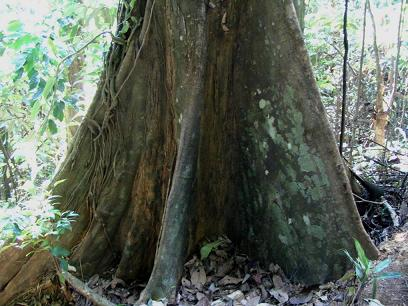
Hopea beccariana
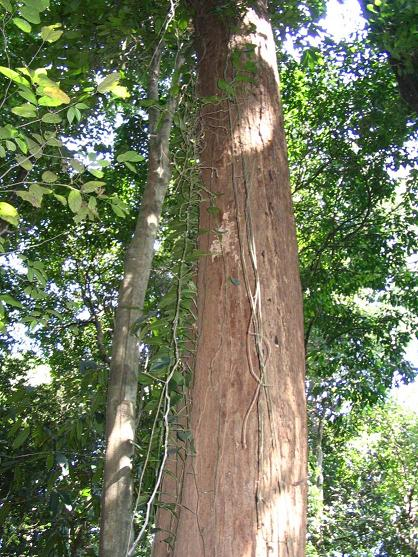
Shorea bracteolata
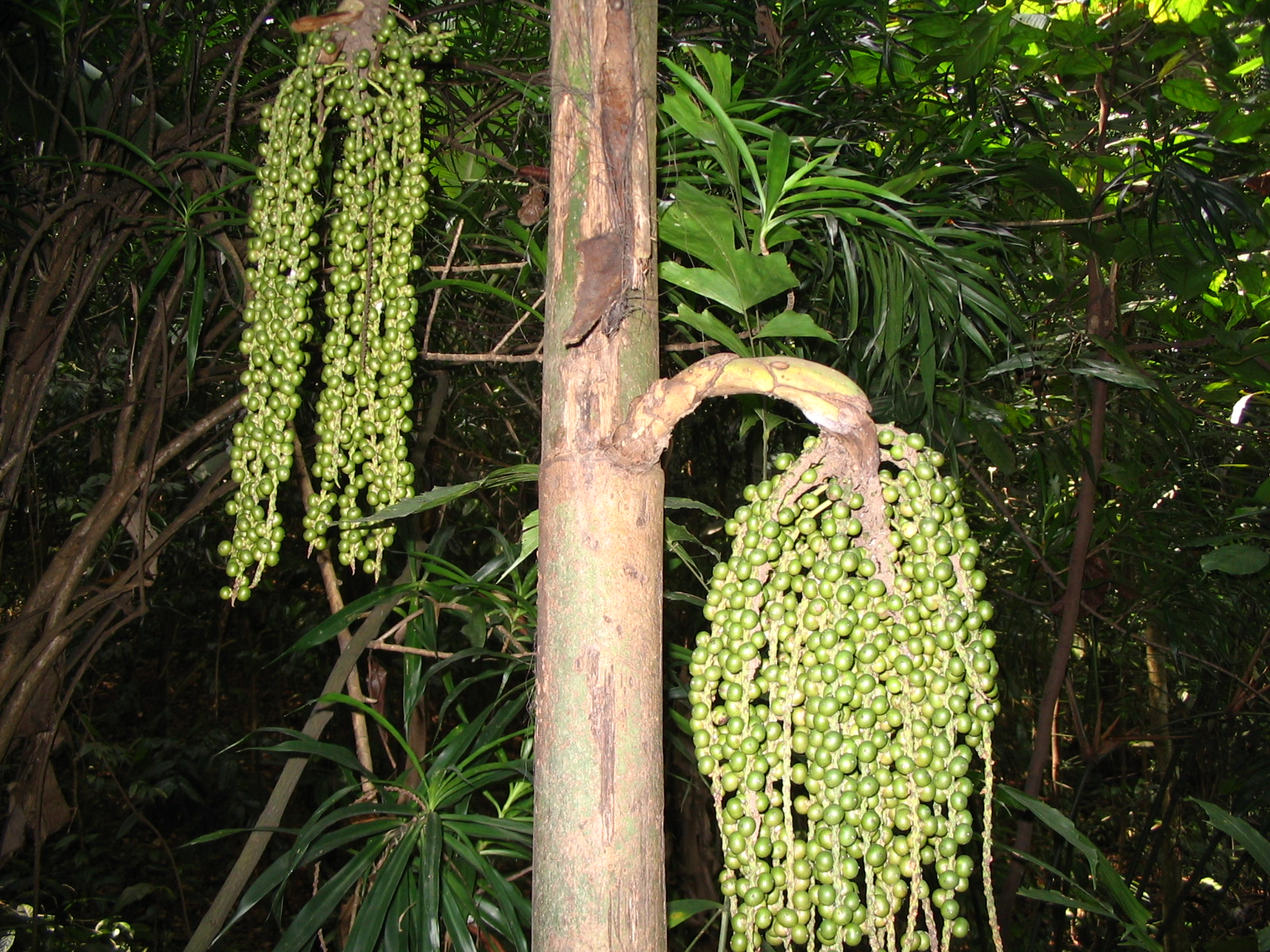
Palmier Caryota mitis
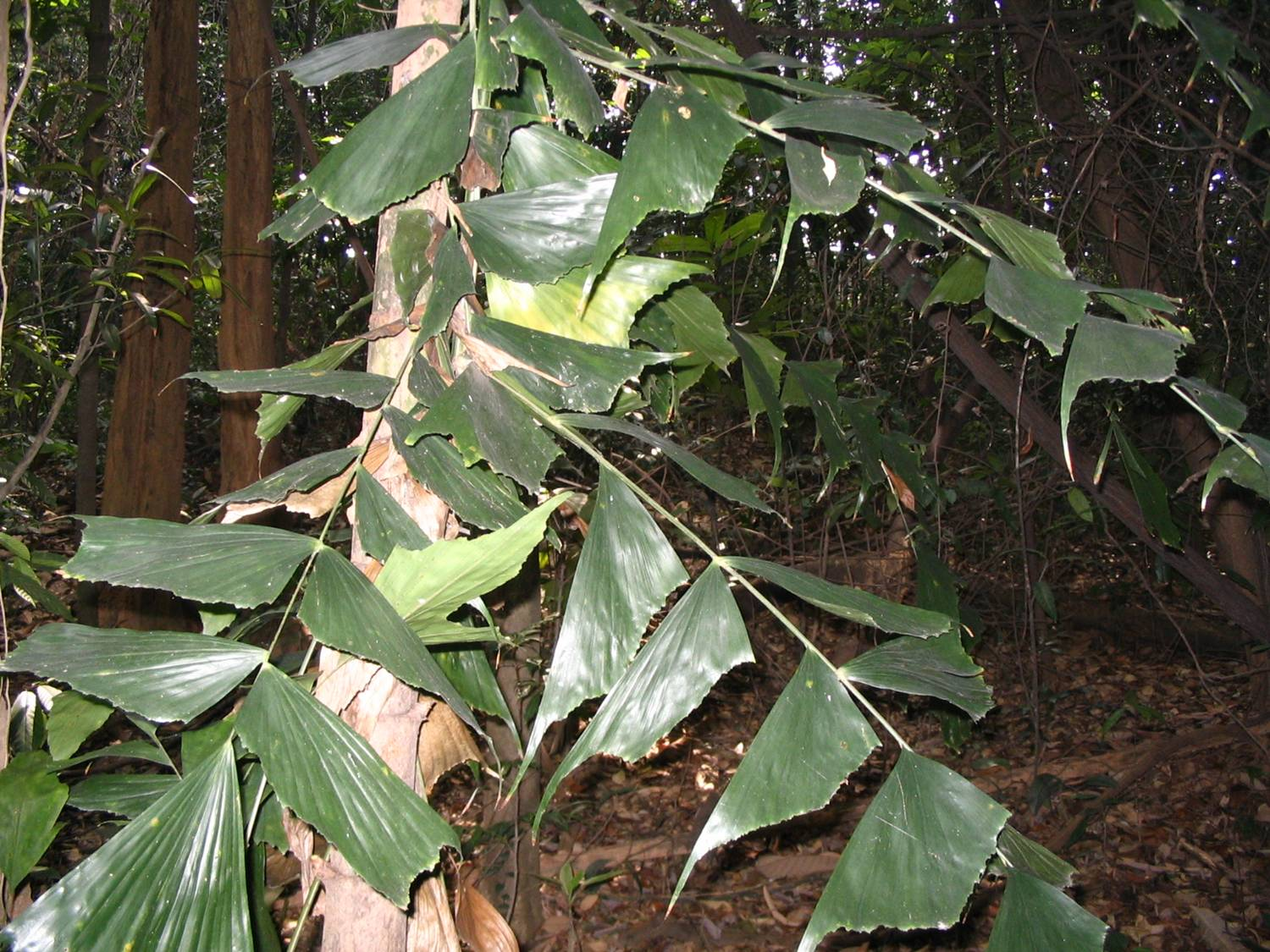
Palmier Caryota mitis
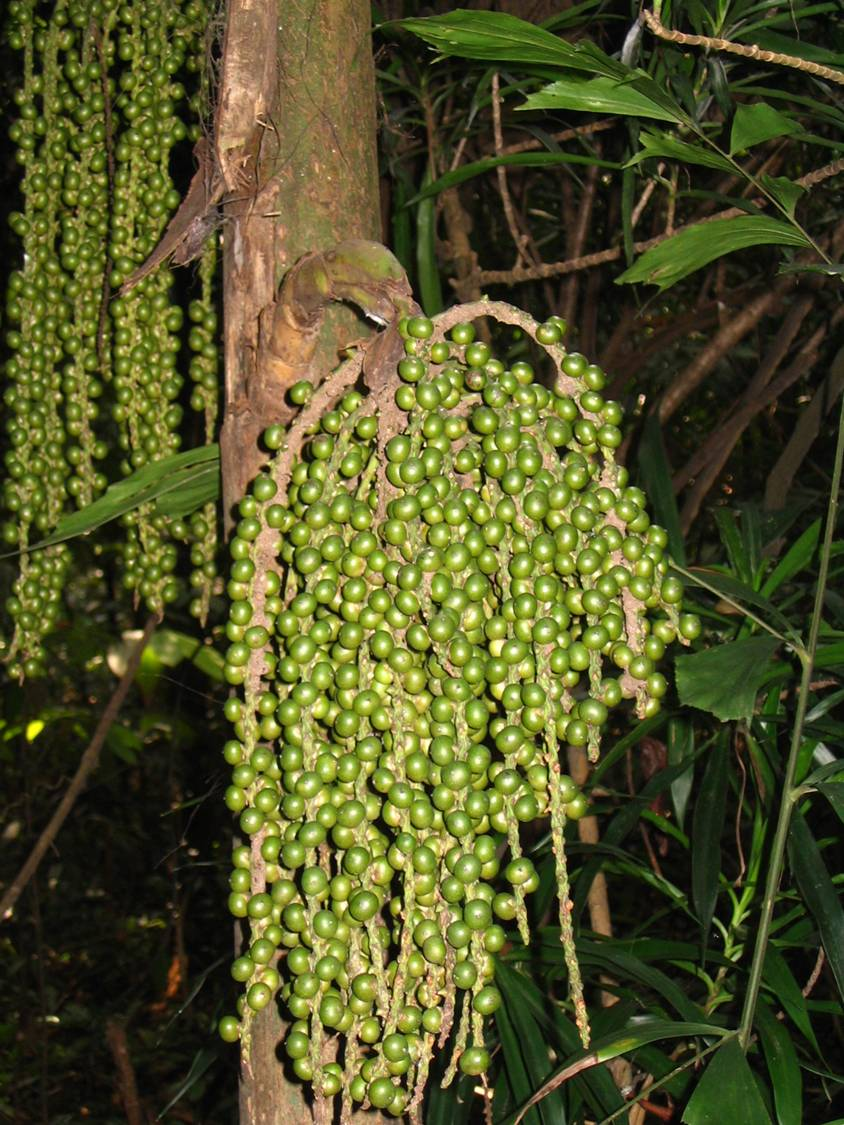
Palmier Caryota mitis
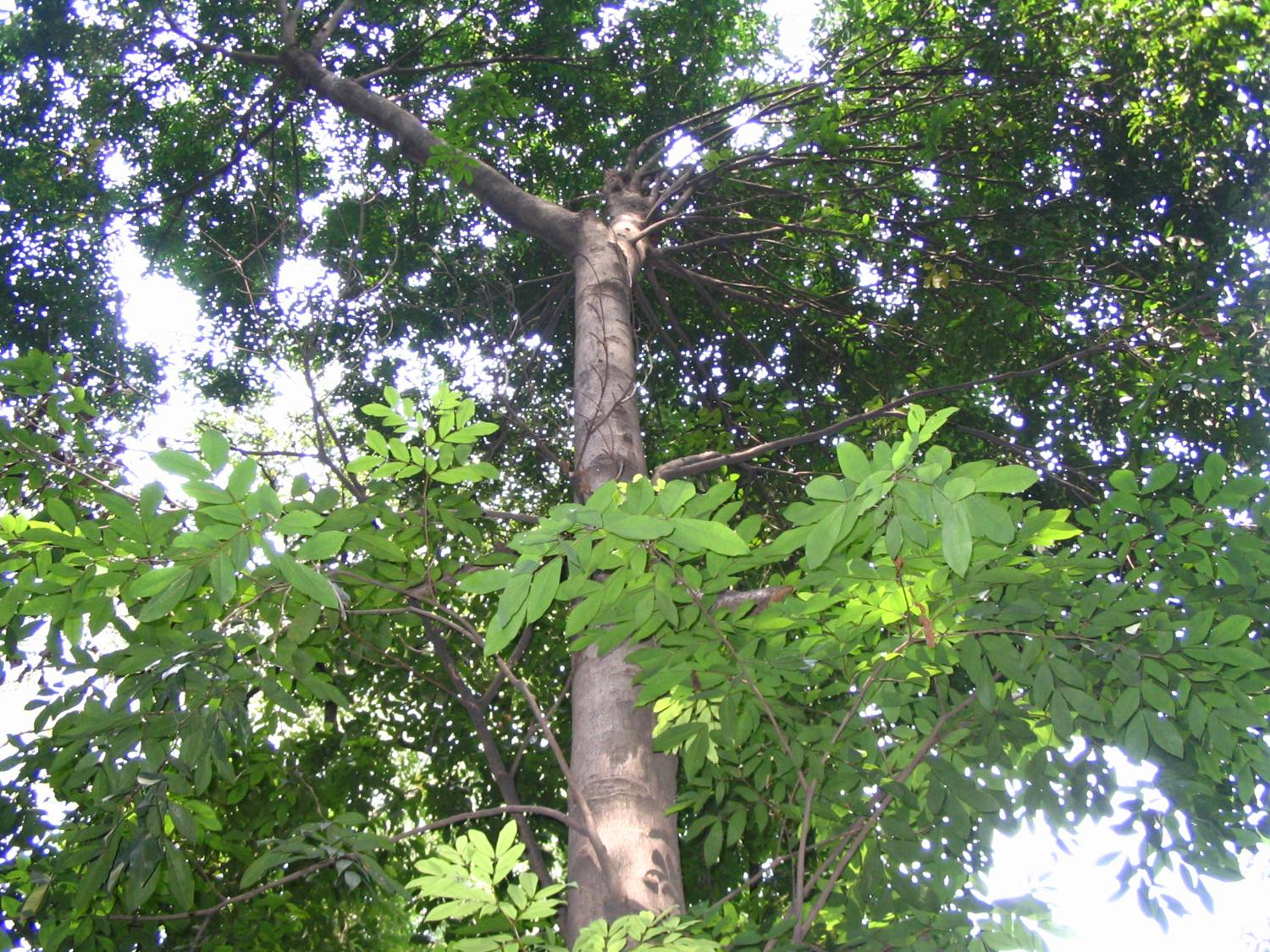
Cynometra malaccensis
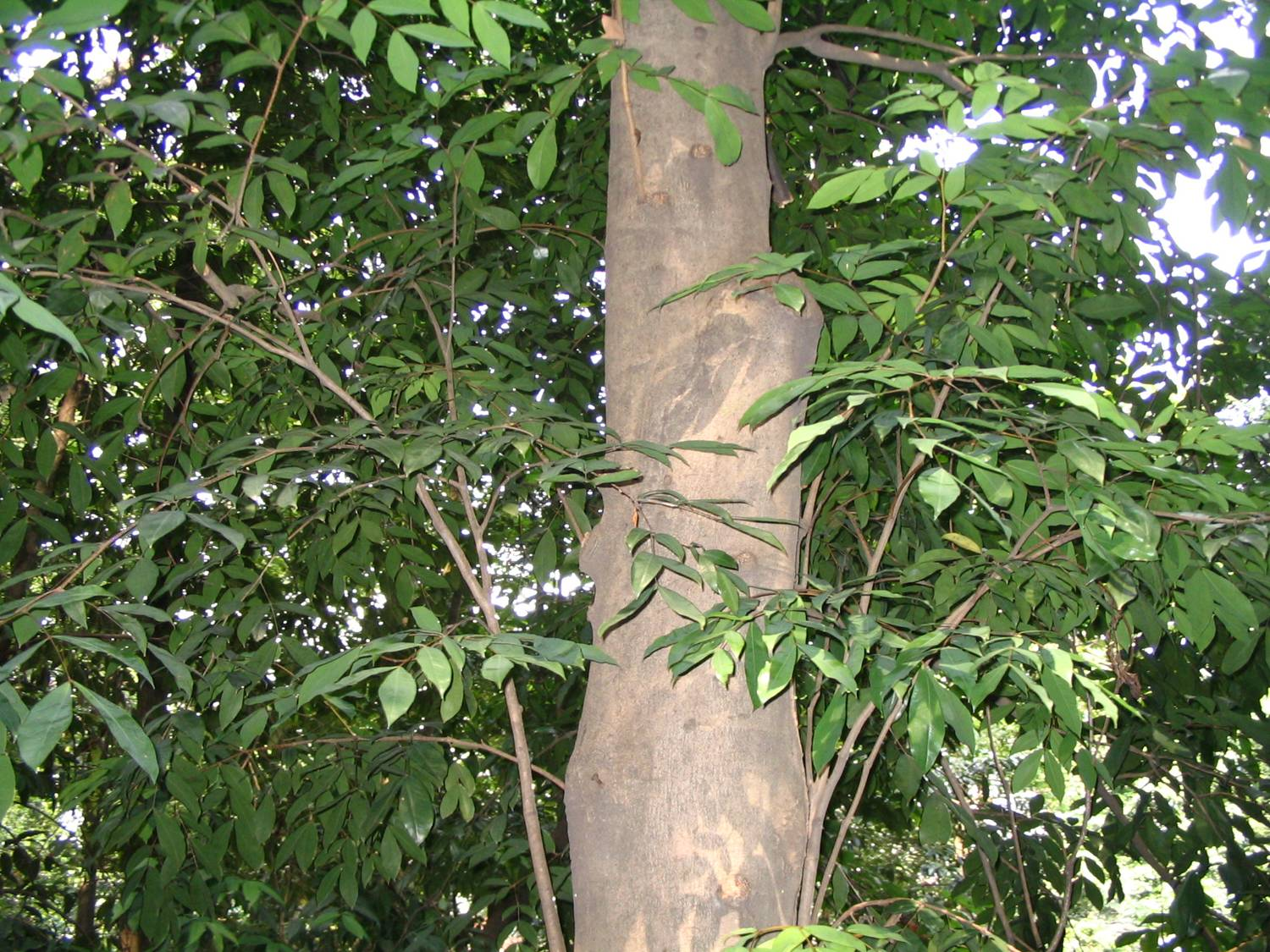
Cynometra malaccensis
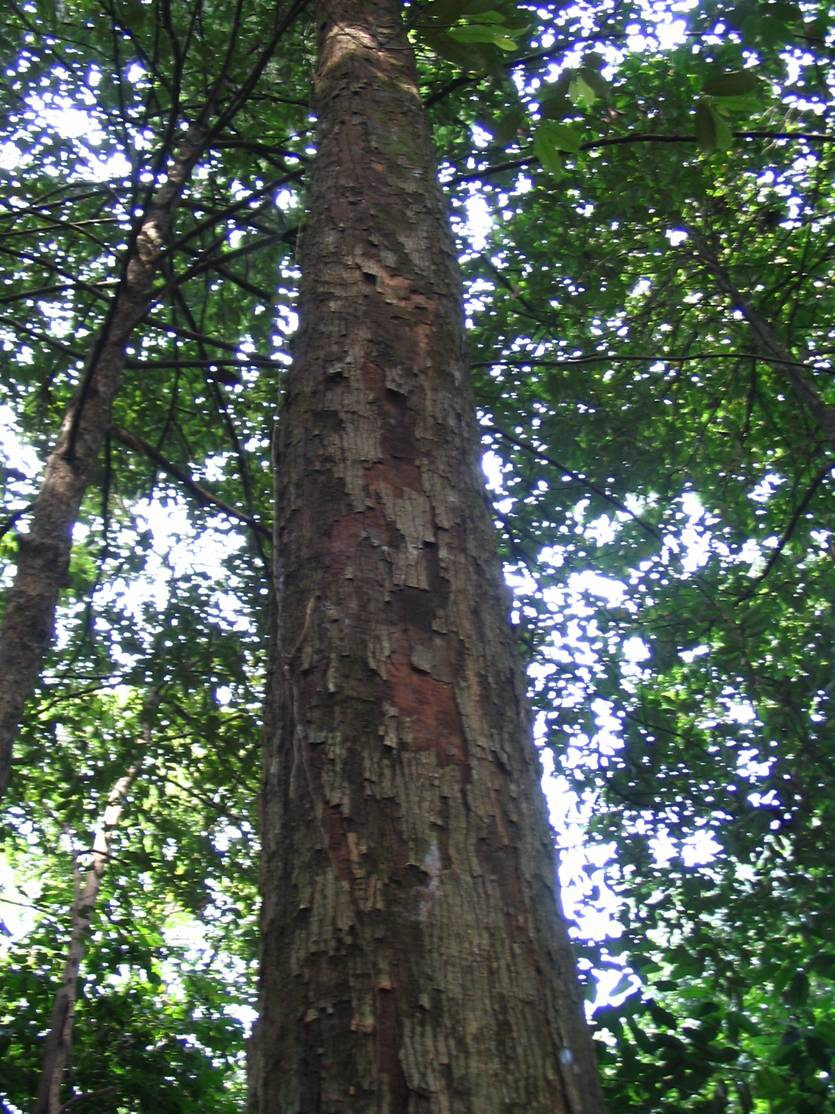
Scaphium macropodium
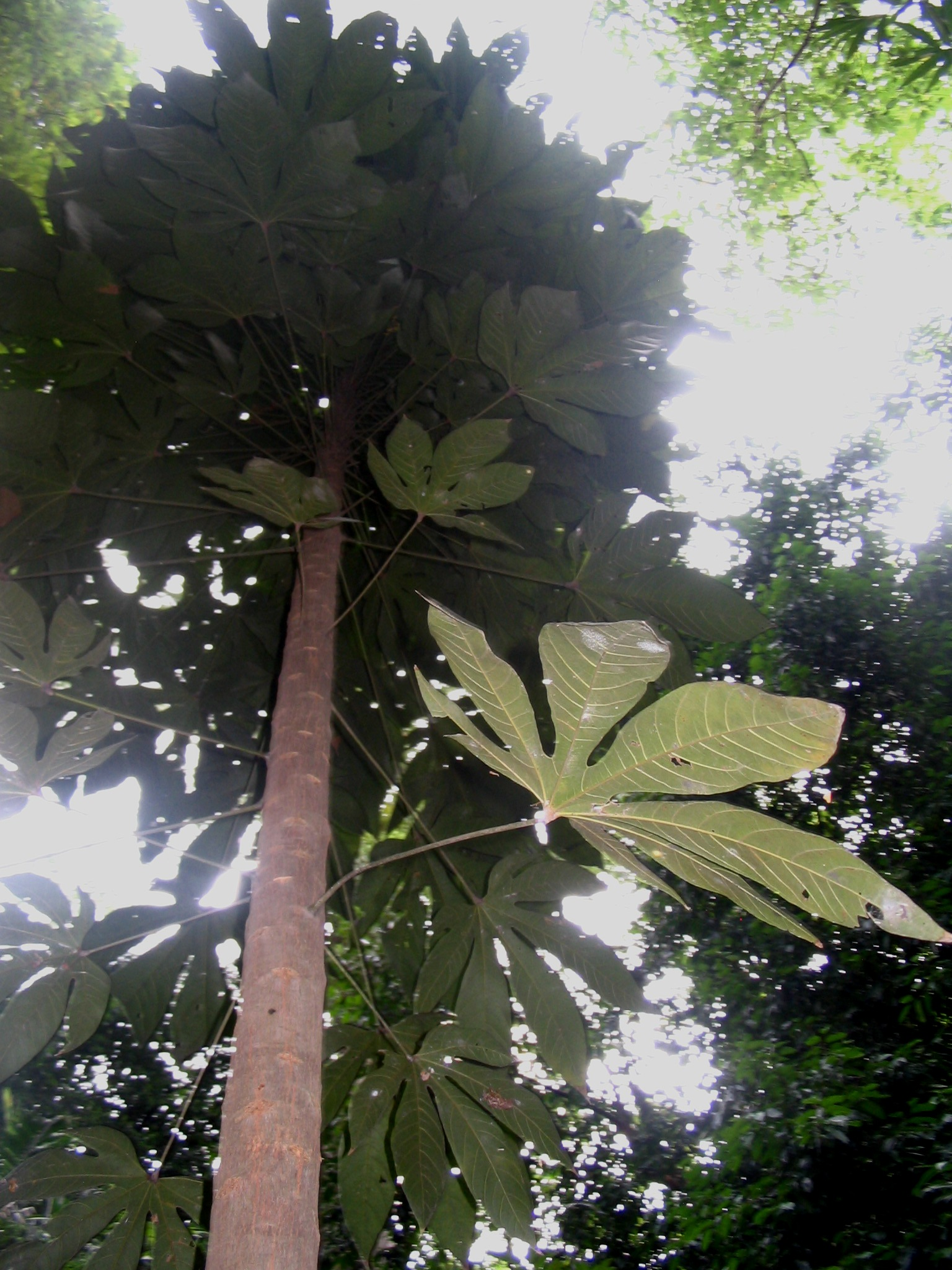
Scaphium longiflorum,
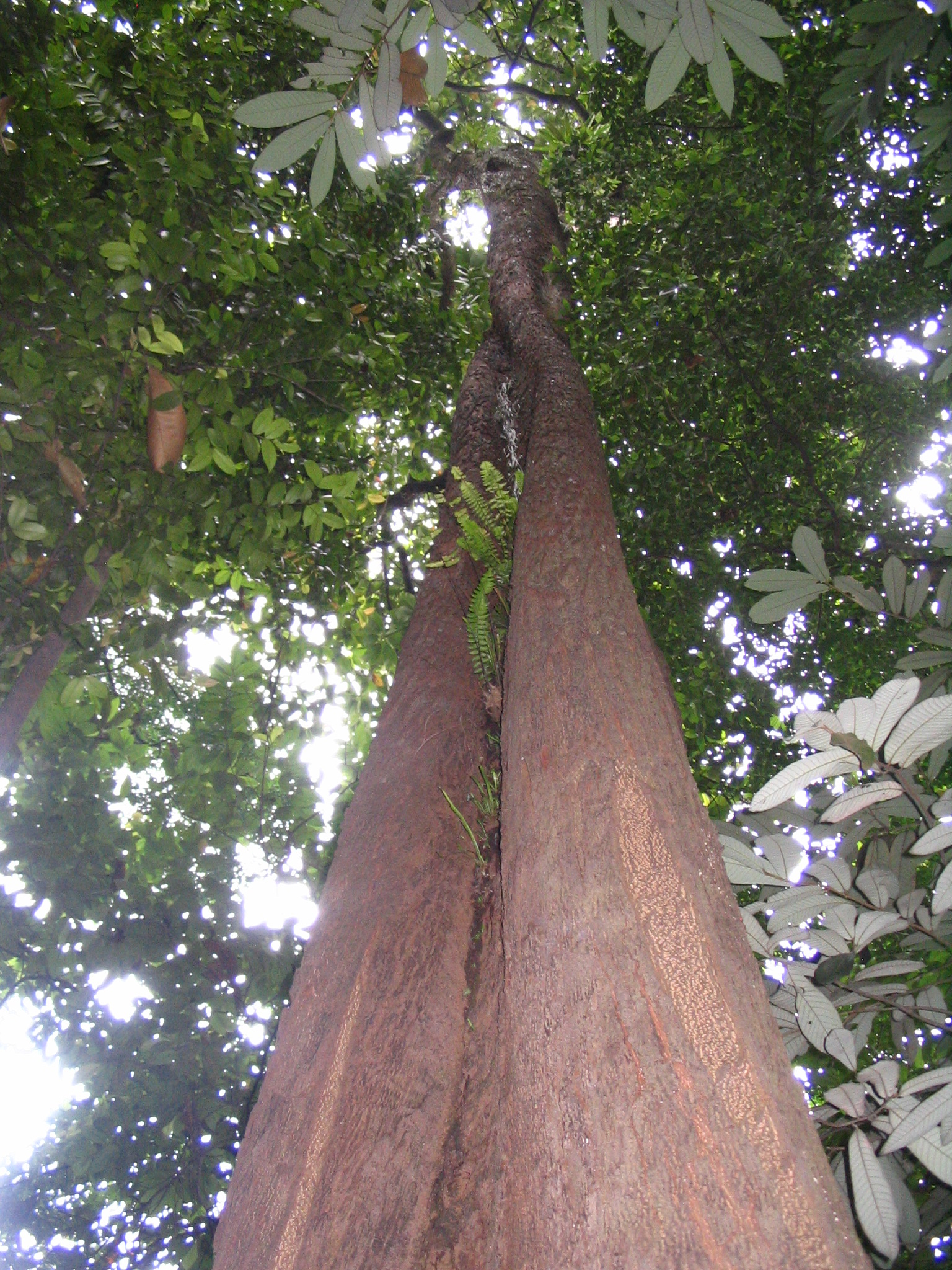
Neesia malayana
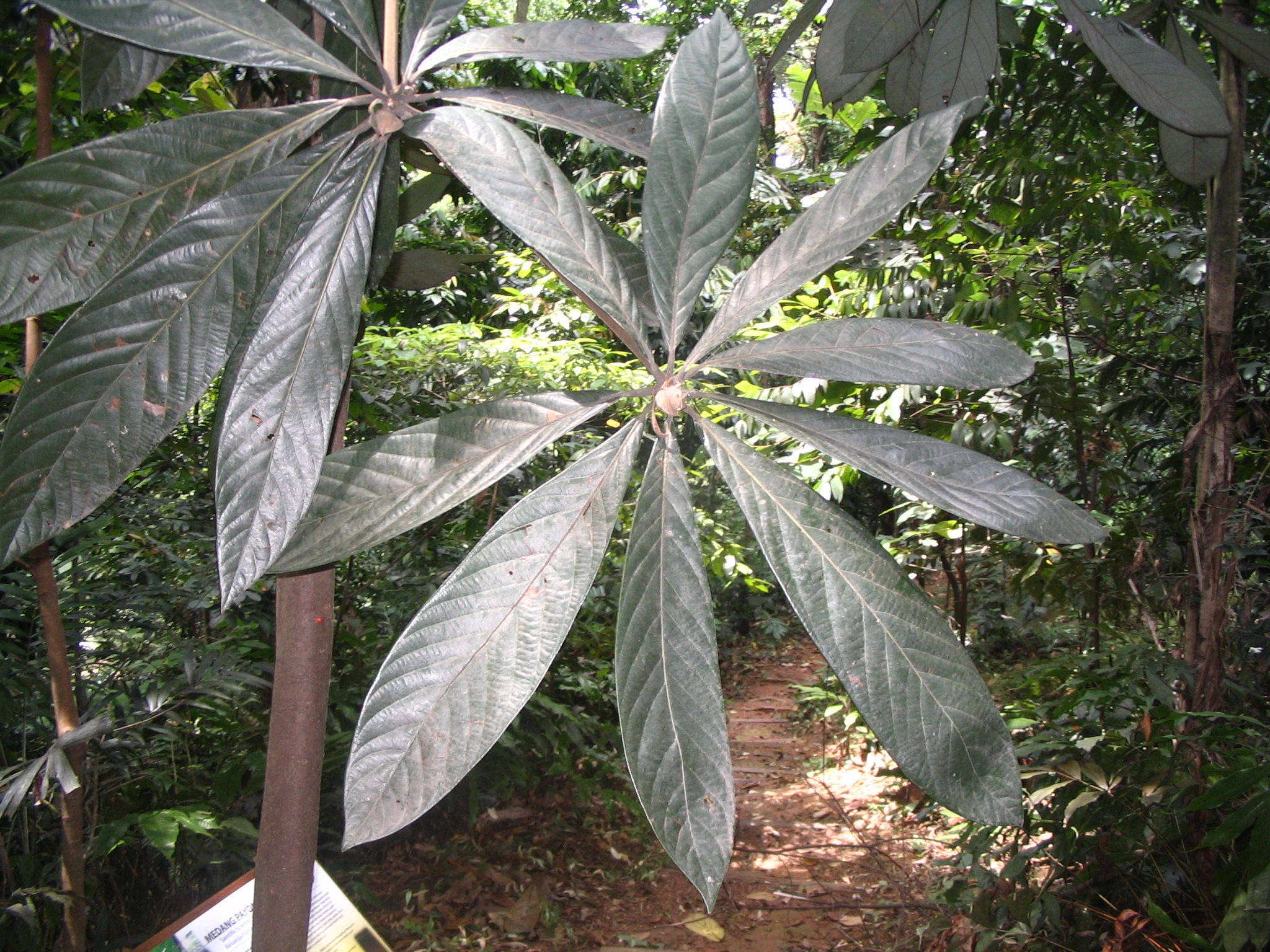
Actinodaphne malaccensis
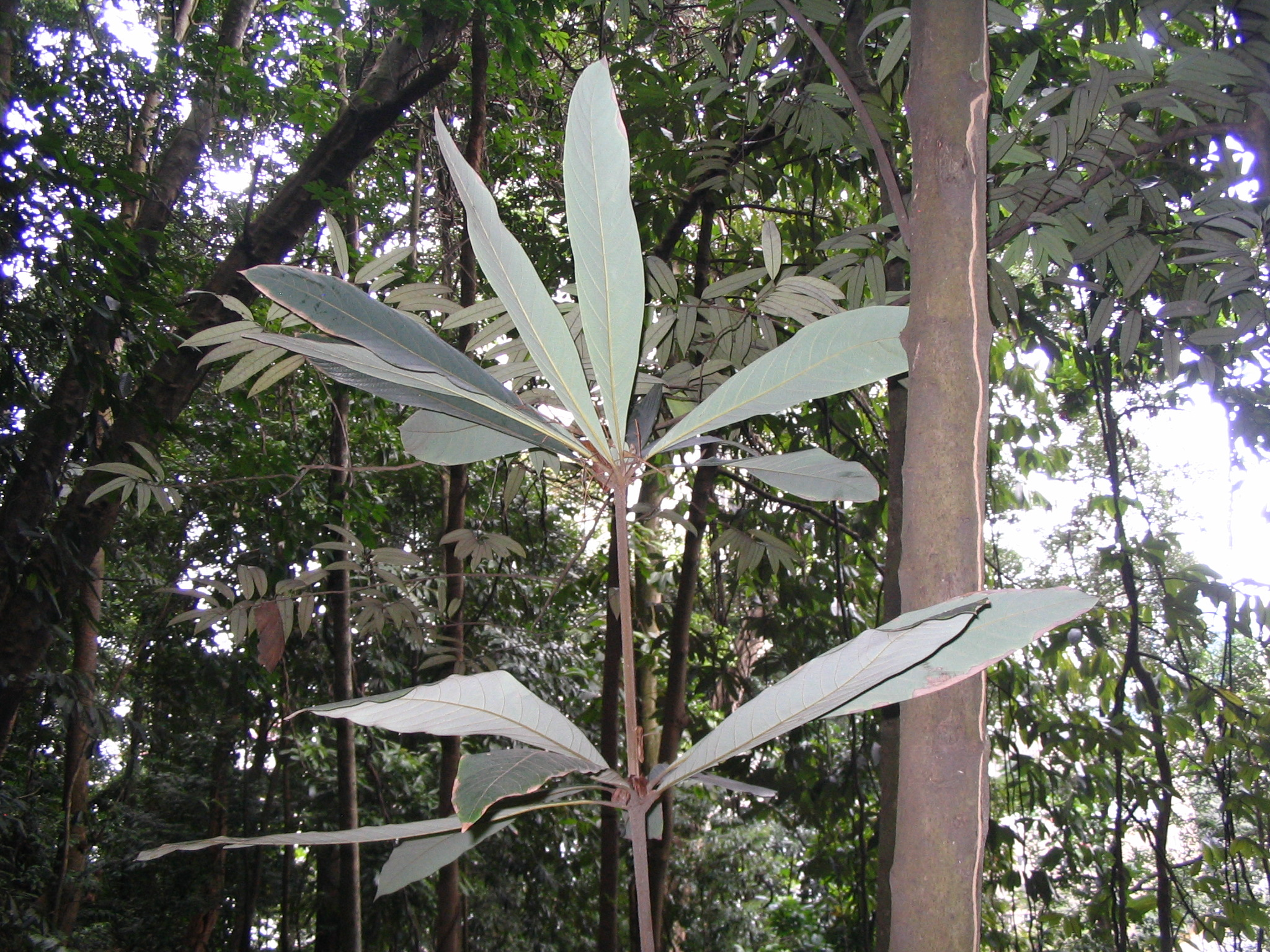
Actinodaphne malaccensis
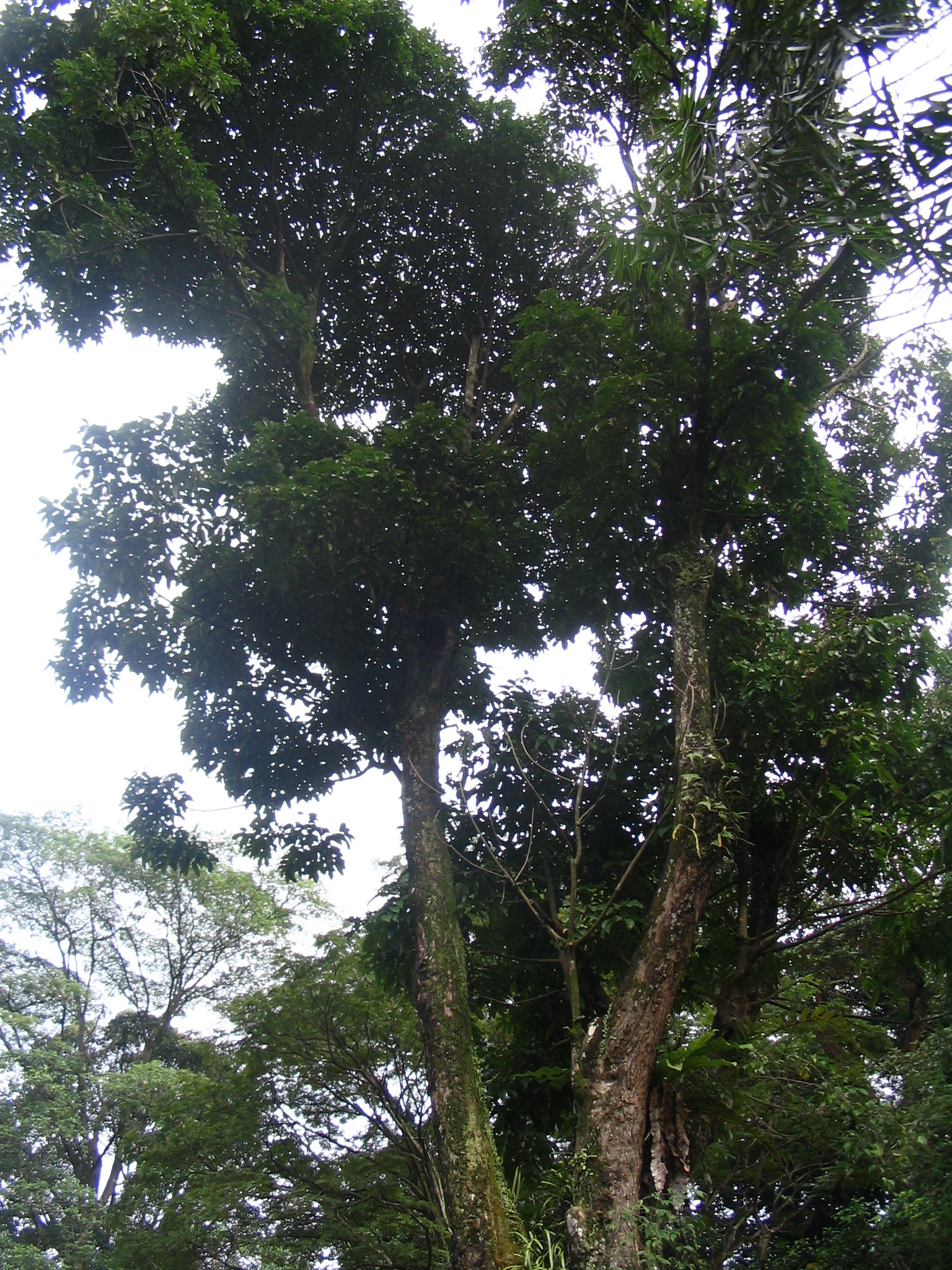
Callerya atropurpurea
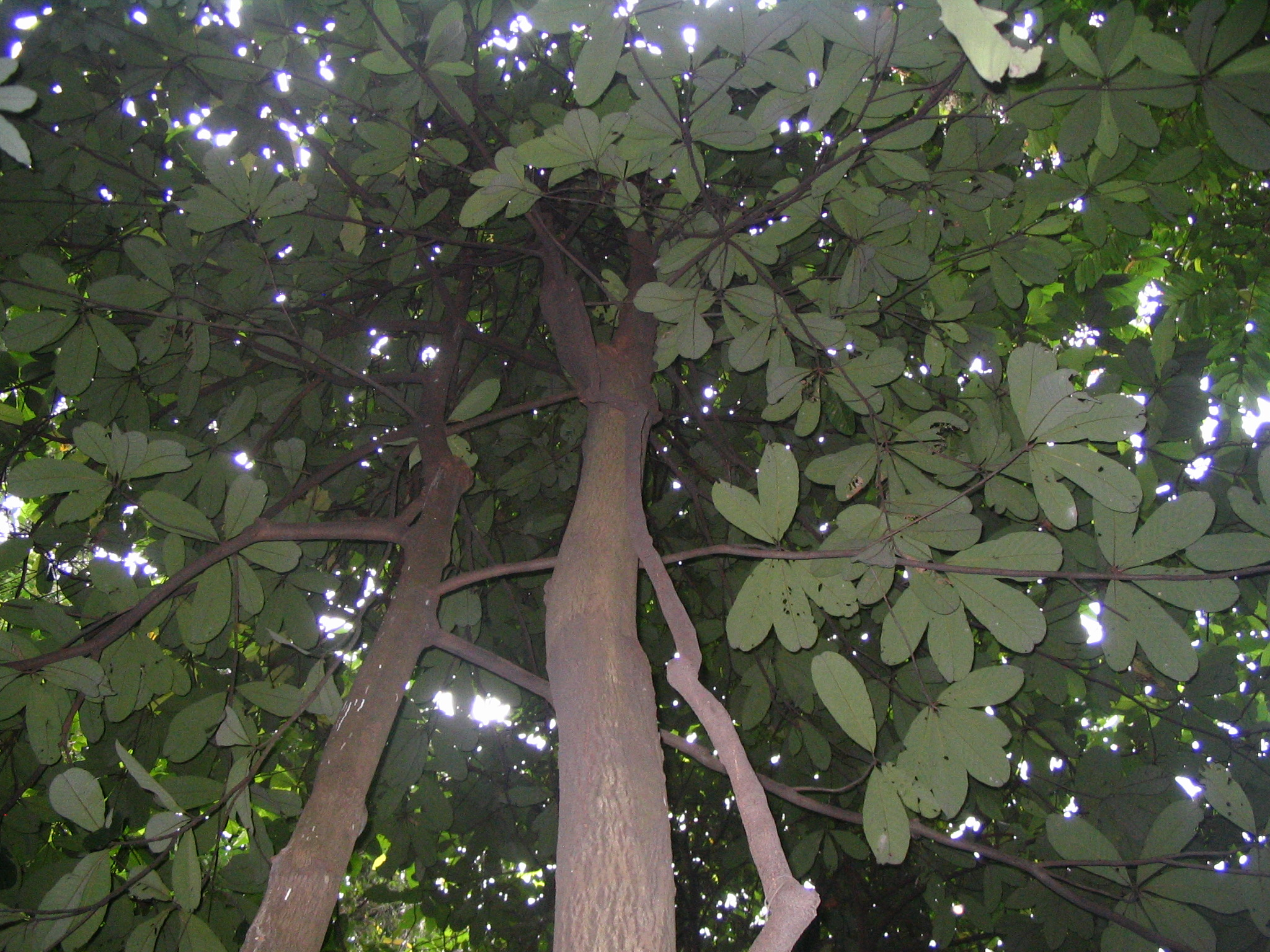
Palaquium maingayi
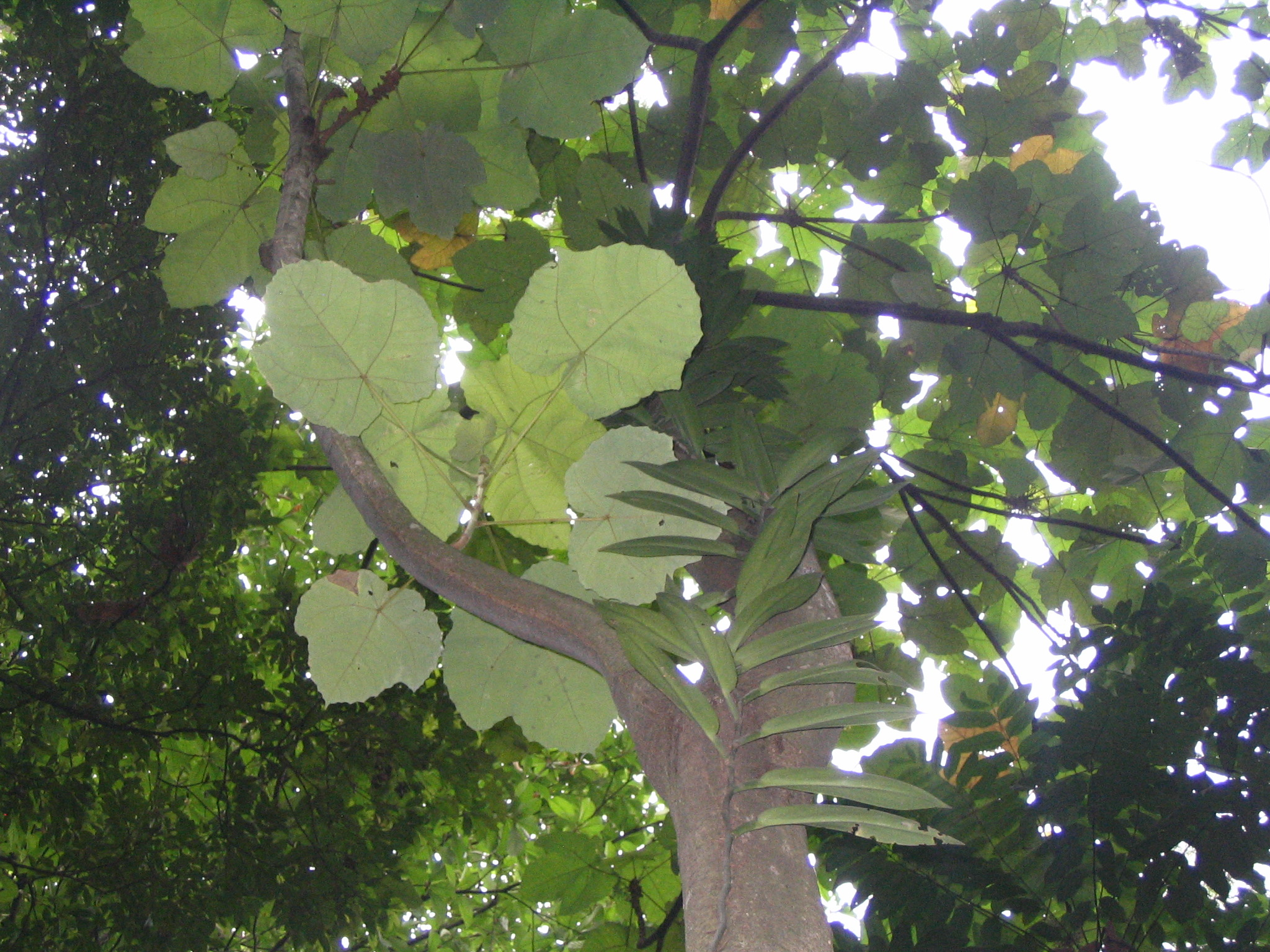
Macaranga gigantea
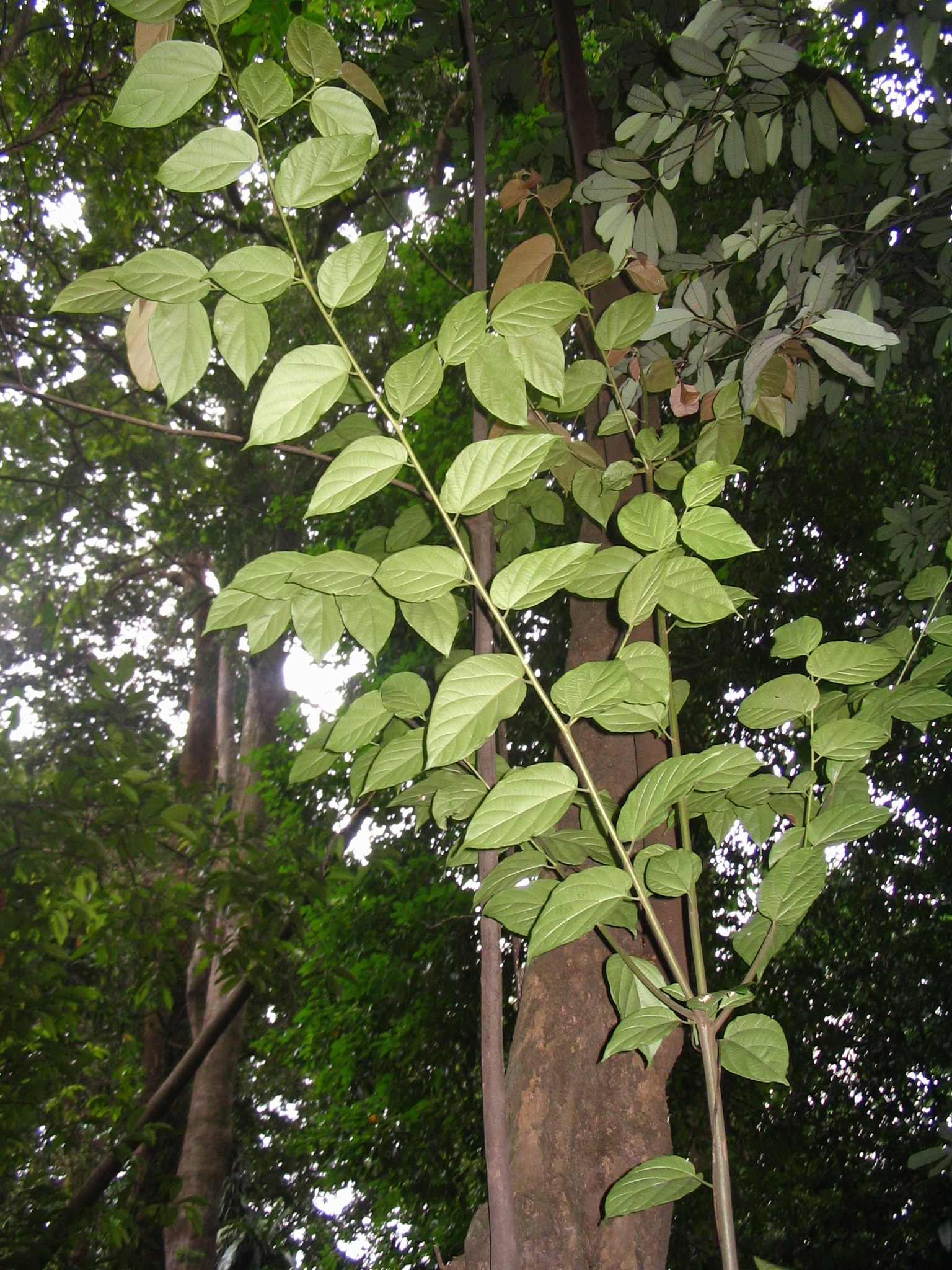
Alangium ebenaceum,
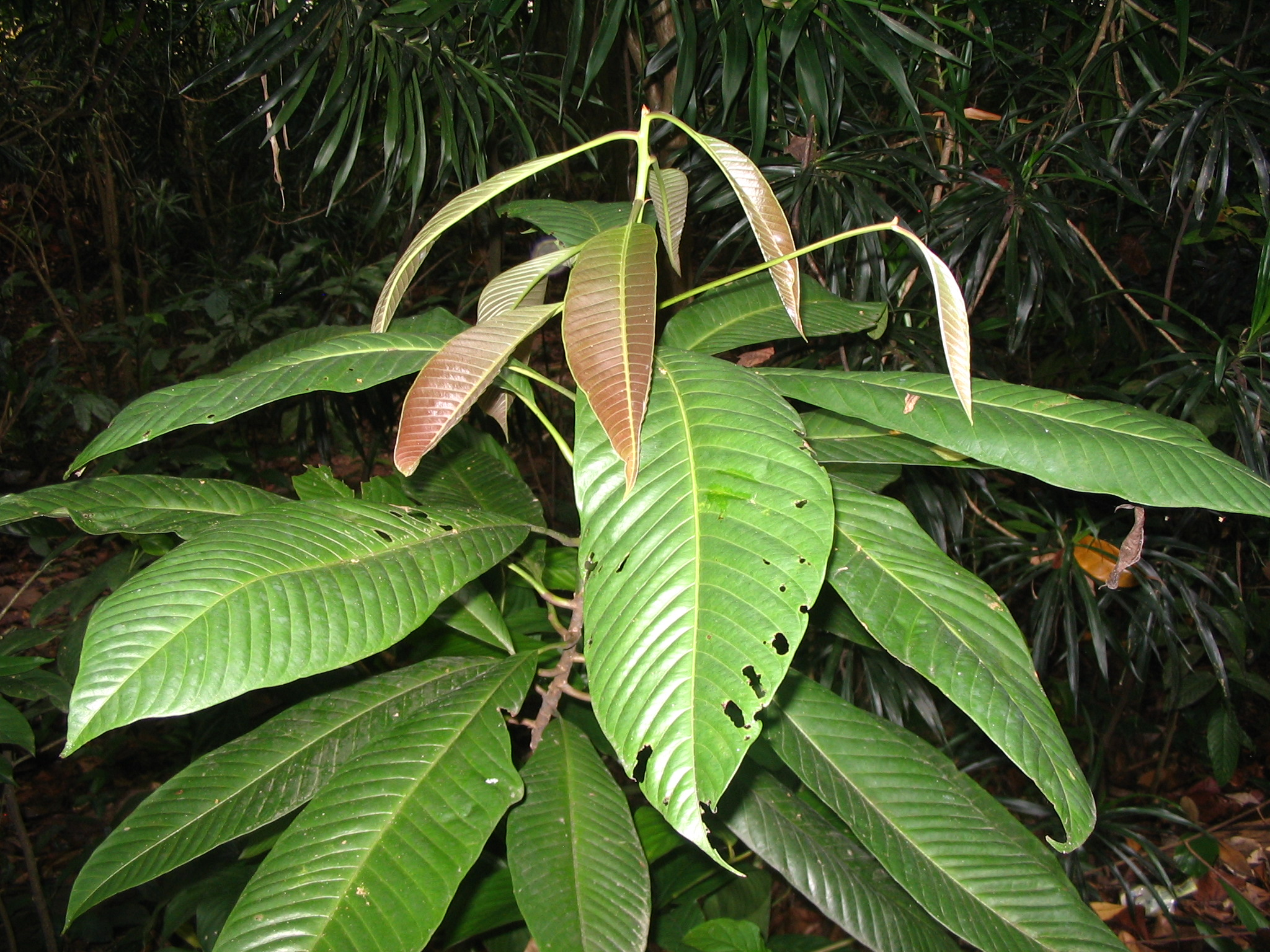
Eusideroxylon zwageri,
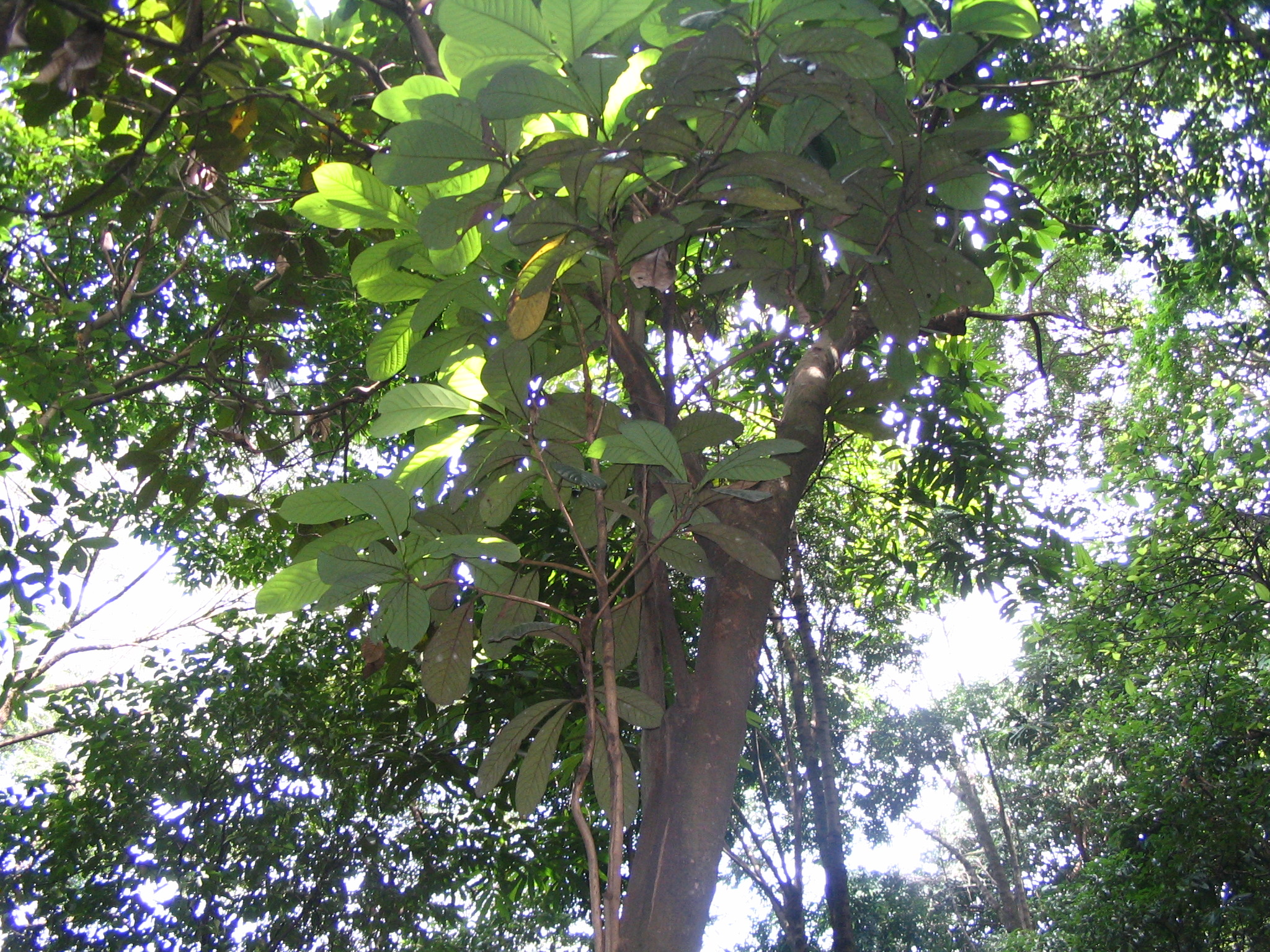
Litsea grandis
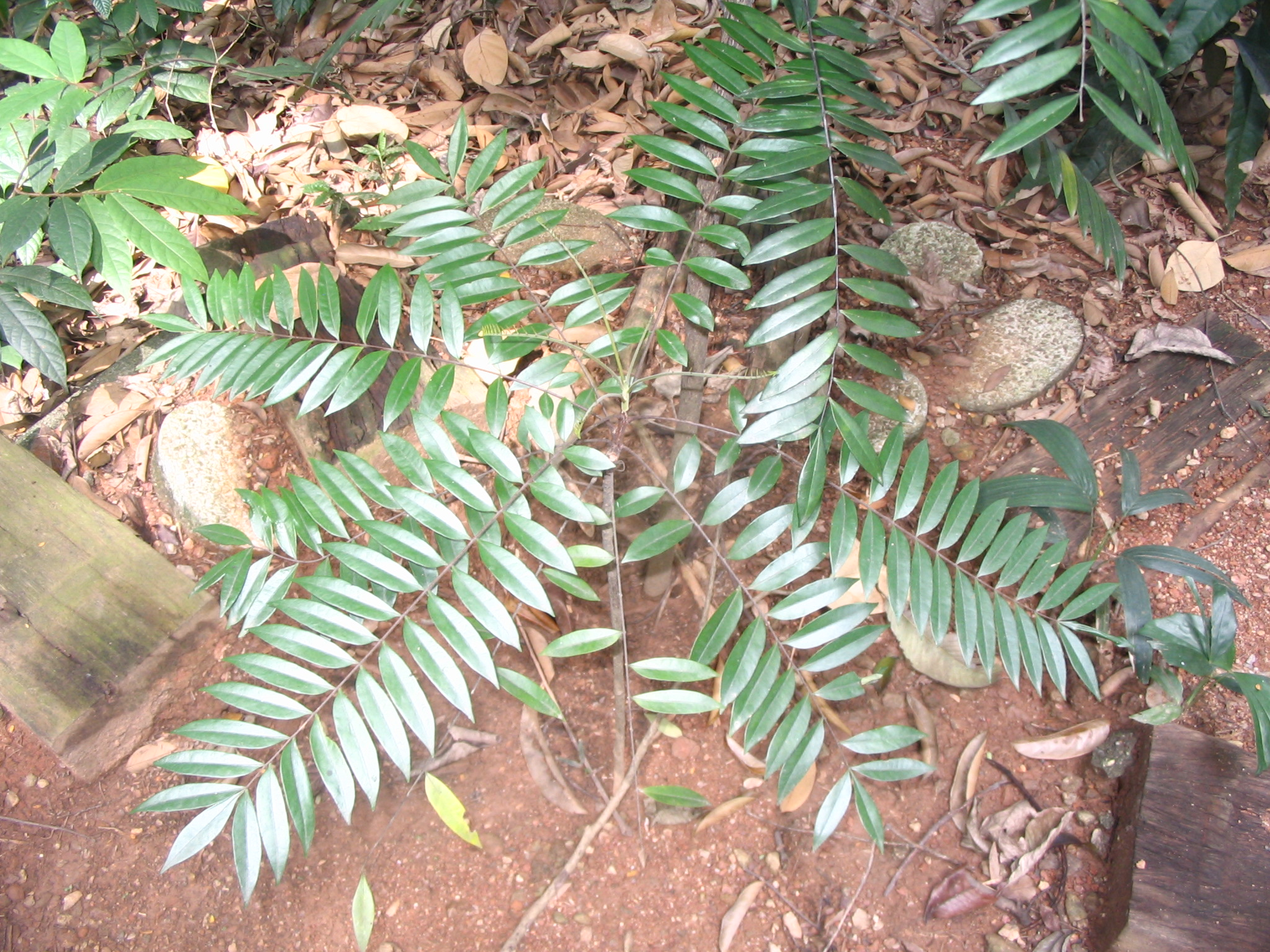
Eurycoma longifolia

### Faune
La réserve comporte une petite population de singes semnopithèques à coiffe.